# 옥시노투스속
옥시노투스속(Oxynotus)은 돔발상어목에 속하는 상어 속의 하나이다. 옥시노투스과(Oxynotidae)의 유일속으로 5종으로 이루어져 있다. 대서양과 서태평양의 심해에서 서식한다. 옥시노투스속 상어는 소형부터 중형 크기의 상어로 몸길이는 49~150cm 정도이다.

## 하위 종
- Oxynotus bruniensis Ogilby, 1893
- Oxynotus caribbaeus Cervigón, 1961
- Oxynotus centrina Linnaeus, 1758
- Oxynotus japonicus Ka. Yano & Murofushi, 1985
- Oxynotus paradoxus Frade, 1929